# Майкъл Доусън (футболист)
Вижте пояснителната страница за други личности с името Майкъл Доусън.
Майкъл Ричард Доусън (на английски: Michael Richard Dawson) е английски професионален футболист, централен защитник. Той е играч на Тотнъм. Висок е 188 см. Доусън е юноша на Нотингам, като прави дебют си през 2002 г. За целия си престой в клуба бранителят записва 83 мача и 7 гола. На 31 януари 2005 г. Тотнъм купува Доусън и неговия съотборник Анди Рийд за общо 8 милиона паунда. Защитникът записва първия си мач за „шпорите“ на 16 април 2005 г. срещу Ливърпул. Към септември 2009 г. той е изиграл 117 мача и отбелязал 3 гола за Тотнъм. Носител е на Купата на Лигата за 2008 г. и финалист в същия турнир през 2009. Доусън има 13 мача с младежкия национален отбор на Англия.